# Mulheres, Cheguei!
Mulheres, Cheguei!  é um filme brasileiro de 1961, escrito e dirigido por Victor Lima, baseado na peça "A Flor dos Maridos" de Armando Gonzaga.

## Elenco
| Ator/Atriz      | Personagem      |
| --------------- | --------------- |
| Zé Trindade     | Zeferino        |
| Laura Suarez    | Amélia          |
| Alberto Pérez   | Joe             |
| Renato Restier  | Cicatriz        |
| Mário Lago      | Professor       |
| Estelita Bell   | Madame Petit    |
| Jaime Costa     | César Mercante  |
| Adélia Iório    | Esposa violenta |
| Riva Blanche    | Judite          |
| Carlos Tovar    | Augusto         |
| Paulette Silva  | Laura           |
| Cláudia Zimmer  | Beatriz         |
| Neide Landi     | Gertrudes       |
| Pedro Farah     | Marido tolo     |
| Mário Petraglia | Lopes           |